# Ozoquerita

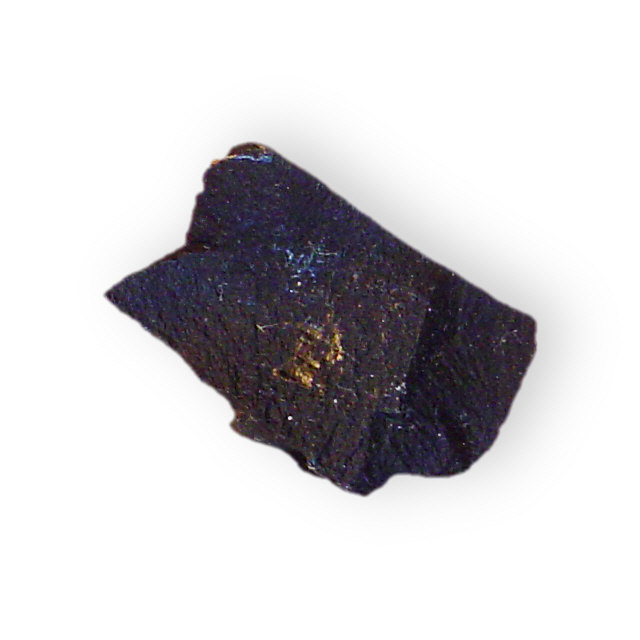
ozocerite

La ozoquerita (en griego antiguo: ὄζω Oze hedor, y en griego antiguo: κηρός kero, cera), también conocida como ceresina, que es el mineral refinado, es una cera mineral o parafina natural.

## Propiedades

### Composición química
Es una mezcla natural de alcanos. Algunos de ellos con nitrógeno, oxígeno y compuestos de azufre. Químicamente, la ozoquerita está compuesta por una mezcla de diversos hidrocarburos que contiene de 7 a 85% de carbono y de 3 a 14% de hidrógeno. Consta de diversas impurezas de hidrocarburos que contienen 7-85% en peso de carbono y 3-14% de hidrógeno.

### Propiedades físicas
Tiene una alta capacidad calorífica y una baja conductividad térmica.  
Las densidades varían desde 0.85 hasta 0.95. 
Su punto de fusión se encuentra entre los 58° a 100 °C. Por lo general, se funde a 62 °C. Y algunas veces por encima de los 100 °C.
Aspecto parecido al de la cera, de color amarillo pálido, marrón o negro, aparece con frecuencia verde debido al dicroísmo
La consistencia varía de viscosa a sólida, a veces como aceite. 
Tiene el olor de queroseno. 
Es fácilmente soluble en gasolina, queroseno, aceite, trementina, cloroformo, disulfuro de carbono y productos químicos similares. Se disuelve mal en el alcohol y es insoluble en agua.

## Yacimientos
Se cree que los depósitos de ozoquerita se originan de una manera muy similar a las vetas de los minerales. La evaporación lenta y la oxidación del aceite dio lugar a la deposición de su parafina que se fue infiltrando por las grietas de la rocas. En la naturaleza, ozoquerita varía de una cera blanda a un cuerpo negro tan duro como el yeso.
Aunque existen depósitos de ozoquerita en una treintena de países, se pueden considerar cuatro regiones importantes, una que rodea los Cárpatos con los yacimientos históricos de Galitzia (Polonia, pero que también incluye yacimientos en Rumanía y Ucrania, otra en Utah, en los EE. UU., otra en la península Cheleken, cerca de Türkmenbaşy en Turkmenistán y en Farg'ona, Uzbekistán y por último en China en la provincia de Guizhou.

## Historia de la minería
Aunque la primera mención oficial conocida de la ozoquerita es del el siglo XIX. Desde finales del siglo XVIII y principios de XIX se empleaba para la iluminación, obtenida de pequeñas minas. En esa época en Borislav Ucrania había cerca de 2 mil minas.
El tendido de cable telegráfico transatlántico, y posteriores cables submarinos, aumentó la demanda de ozoquerita por su capacidad aislante y su resistencia al agua.
A partir de los años 1940 la competencia con la parafina obtenida del petróleo hace disminuir la producción. Pero como tiene un punto de fusión más alto que la mayoría de las ceras de petróleo, tiene ventajas para algunas aplicaciones, tales como aisladores eléctricos y velas, o en papel extra-suave.

## Minas y canteras

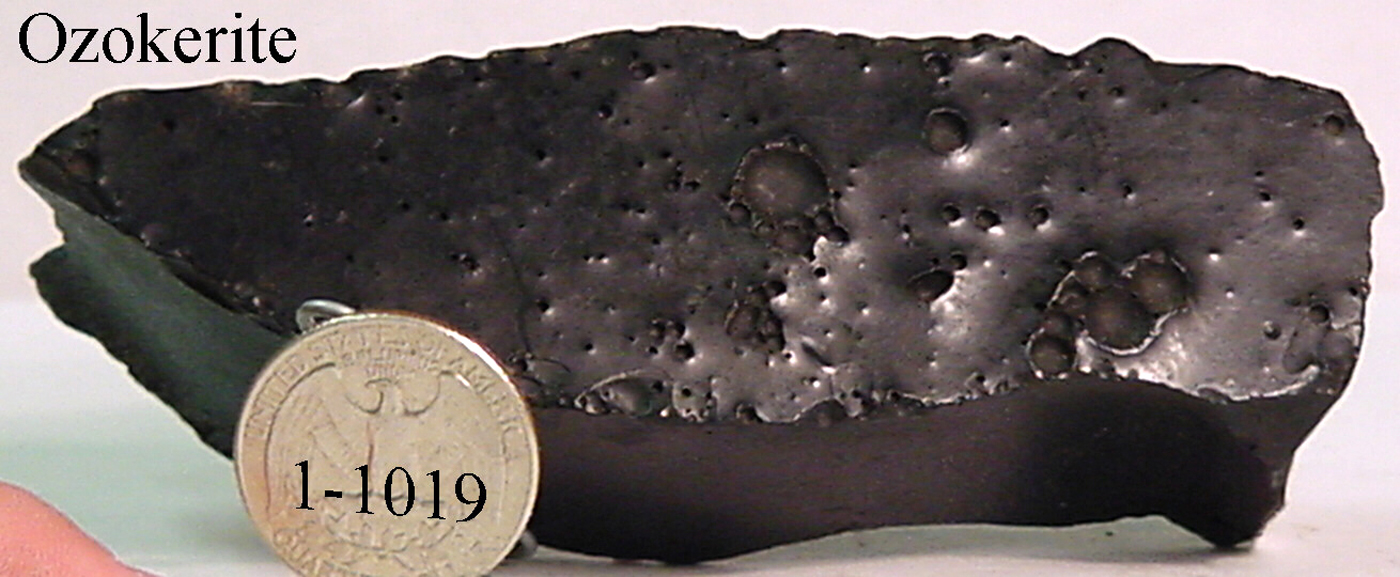
ozocerite

La extracción de la ozoquerita se llevaba a cabo en Galitzia manualmente. En la actualidad en las minas modernas administrados por Boryslaw Actien Gesellschaft y Galizische Kreditbank que alcanza, respectivamente, una profundidad de 200 y 225 metros, se utiliza energía eléctrica para la excavación, el bombeo y ventilación. 
Son minas con la disposición habitual de pozos y galerías, la ozoquerita se alcanza en los niveles que pasan a través del depósito. La cera en el estado en que alcanza la superficie, varía en la pureza, y especialmente cuando se trata de nuevas vetas, mediante trabajo manual se puede separar el material puro del resto. En otros casos, si aparece mucha tierra mezclada con el material, una vez se ha eliminado de forma manual, el mineral se hierve con agua en grandes recipientes. La cera pura sube a la superficie y las impurezas van al fondo. Se vuelva a mezclar de nuevo con agua, y eliminan más impurezas. A continuación el material es depositado en contenedores cilíndricos, con una ligera conicidad, para solidificar. Después se corta en bloques para el mercado.
La ozoquerita en crudo se refina mediante un primer tratamiento con ácido sulfúrico, y posteriormente con carbón vegetal. El resultado recibe el nombre de ozoquerita refinada o ceresina. Generalmente tiene un punto de fusión de entre 61 a 78 °C. Se utiliza ampliamente como un adulterante de la cera de abeja, y con frecuencia se colorea artificialmente para conseguir su apariencia.
Mediante la destilación con una corriente de vapor sobrecalentado, se obtienen un material parecido a la parafina del petróleo y de los esquisto bituminoso, pero de mayor punto de fusión. Muy útil para fabricar vela para climas cálidos.

## Uso
Los usos, algunos ya obsoletos, son:
- Para fabricar cremas de pulimento para muebles, cuero y zapatos.
- Galvanoplastia
- La ozoquerita utiliza en la radio e ingeniería eléctrica como material aislante.
- Por su mayor punto de fusión se emplea para realizar velas para climas cálidos en lugar de la parafina.
- En la industria química se sigue empleando en la fabricación de barnices
- En la medicina para la fabricación de vaselina,[3] pomadas y cremas y otros.
- Debido a su alto punto de fusión y baja conductividad térmica, tiene ventajas sobre la parafina en tratamientos médico que se aplique calor, termoterapia.